# Modèle numérique de terrain
Pour les articles homonymes, voir MNT et DEM.

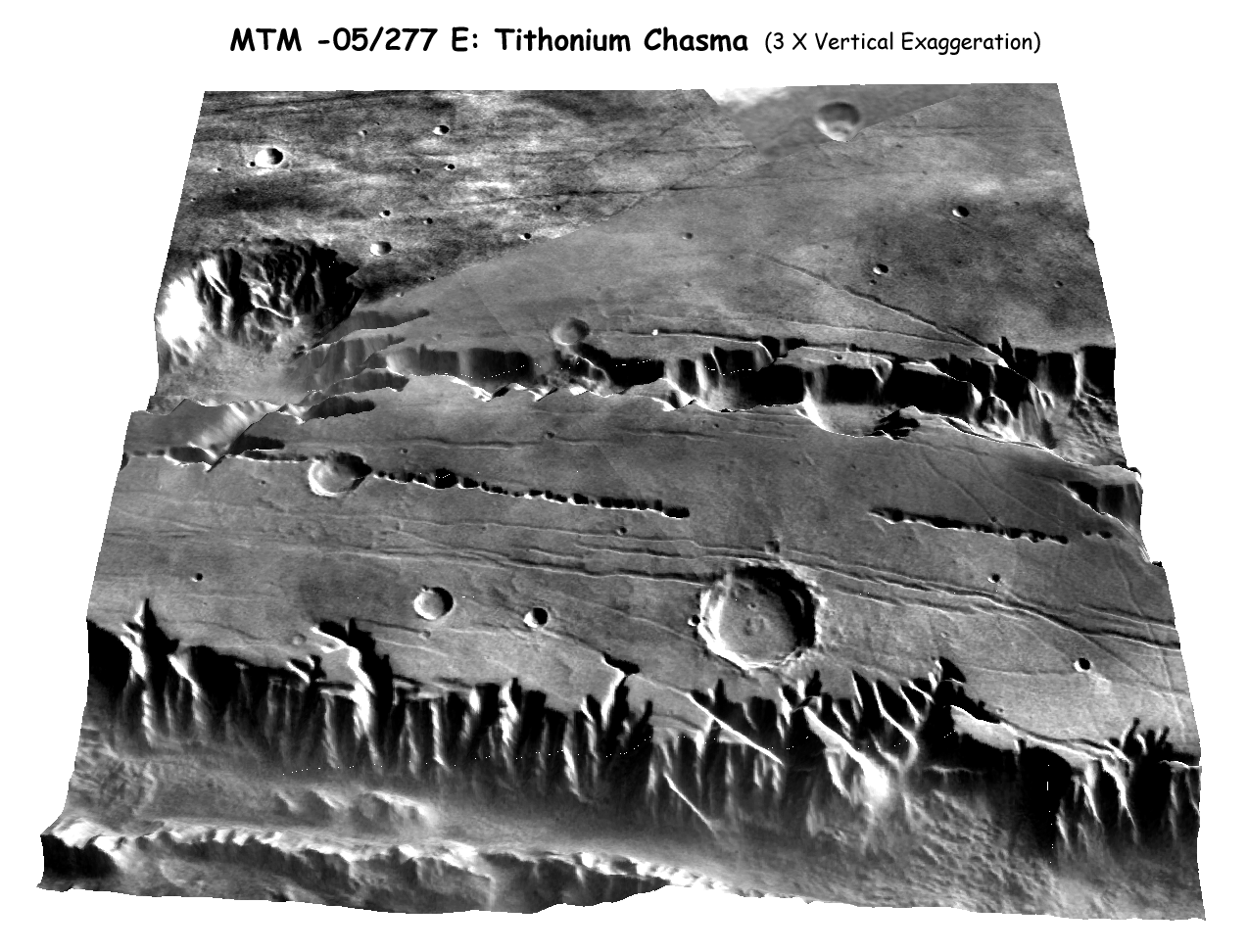
Rendu en 3D d'un MNT de Tithonium Chasma dans la partie ouest de Valles Marineris, sur Mars. Le rendu tridimensionnel est obtenu en calculant un éclairage fictif, qui vient dans ce cas d'en haut à droite.

Un modèle numérique de terrain (MNT) est une représentation de la topographie (altimétrie et/ou bathymétrie) d’une zone terrestre (ou d'une planète tellurique) sous une forme adaptée à son utilisation par un calculateur numérique (ordinateur).

## MNT ou MNE

Le Modèle Numérique de Terrain (MNT) ne prend pas en compte les éléments situés au-dessus de la surface contrairement à un Modèle Numérique d'Élévation (MNE)

Un modèle numérique de terrain (MNT) est une représentation en 2,5D de la surface d'un terrain ou d'une planète, créée à partir des données d'altitude du terrain. Le MNT ne prend pas en compte les objets présents à la surface du terrain tels que les plantes et les bâtiments. Un modèle numérique d'élévation (MNE) est une représentation des élévations sur un terrain comprenant les plantes et les bâtiments.

## Utilisation des MNT
- Extraction des paramètres du terrain
- Tracés des profils topographiques
- Modélisation de l'écoulement de l'eau ou de la masse du mouvement (par exemple pour les avalanches et glissements de terrain)
- Création de cartes en relief
- Rendu de visualisation en 3D.
- Planification du vol 3D
- Création de modèles physiques (y compris soulevé des cartes-relief)
- Rectification géométrique de photographie aérienne ou d’imagerie satellitaire.
- Réduction (correction du terrain) des mesures de la gravité (gravimétrie, géodésie physique).
- Les analyses de terrain en géomorphologie et géographie physique
- Systèmes d'information géographique (SIG)
- Ingénierie et conception des infrastructures
- Systèmes de positionnement global (GPS)
- Ligne de mire d'analyse
- Cartographie de base
- Simulation de vol
- Précision agricoles et forestières
- Analyse de surface
- Systèmes de transport intelligents
- Sécurité Automobile et systèmes avancés d'assistance du conducteur

## Types de MNT
En cartographie, les altitudes sont habituellement représentées par des courbes de niveau et des points cotés. Suivant la taille de la zone couverte, la plupart des MNT utilisent pour les petites zones, un maillage régulier carré ou pour les grandes zones, un maillage pseudo carré dont les côtés sont des méridiens et des parallèles.
On peut distinguer les MNT selon le type de maillage utilisé :
- maillage carré/rectangulaire ;
- maillage hexagonal ;
- maillage triangulaire régulier ;
- maillage triangulaire quelconque.

En fonction du type de maillage, la représentation informatique du MNT varie. Dans le cas de maillages rectangulaires, on peut utiliser des tableaux, mais dans les autres cas, les structures de données sont plus complexes.

## Construction
L’acquisition peut se faire de plusieurs manières :
- par interférométrie radar ;
- par stéréoscopie à partir de couples d’images aériennes (photogrammétrie) ou prises par satellite ;
- par numérisation des courbes de niveau d’une carte ;
- par saisie directe des coordonnées (x, y, z) des points du terrain, mesurées par GPS, triangulation (par des géomètres) ou lasergrammétrie (technique permettant de capturer les coordonnées d’un point en x,y,z au moyen d’un laser télémètre) ;
- par système laser aéroporté (Lidar).

Dans les trois premiers cas, le maillage sera dépendant du maillage utilisé pour les images initiales, généralement un maillage régulier rectangulaire, plus rarement un maillage régulier triangulaire ou hexagonal.
Dans les deux derniers cas, le maillage est généralement triangulaire quelconque, la technique de sélection des points caractéristiques du terrain ne garantissant pas leur répartition régulière dans le plan (x, y).
Des satellites d’observation de la Terre sont dédiés à la constitution de MNE : Spot 5 et l’instrument HRS, la constellation radar TerraSAR-X et TanDEM-X.

## Exploitation
On construit, à partir de la liste des points du maillage, un modèle de surface constituée de triangles collés bord à bord. Dans le cas de maillages non triangulaires, une étape de sélection des points à relier en triangles s’ajoute.
Dans le cas de la synthèse d'image, les triangles sont habillés d’une texture, restituant ainsi l’aspect général du terrain, d’une image satellitaire ou d’une carte.
Dans le cas d'une trajectographie en rase-motte, on établit le chemin le plus court et le moins exposé en vérifiant que chaque point de la trajectoire se trouve au-dessus de la surface définie par le maillage du MNT.
Les systèmes d'information géographiques (SIG) intègrent de plus en plus la troisième dimension sous forme d’un MNT, bien que les coûts liés à l’acquisition de l’information d’altitude soient relativement élevés. Cela permet d’utiliser ces SIG pour des applications comme le calcul d’implantation d’infrastructures de transport (conduites souterraines, voies terrestres, lignes électriques aériennes, antennes GSM…). Dans ce cas, et en fonction de la résolution du MNT, on y intègre les informations liées à la couverture du terrain par des bâtiments ou des végétaux, pour additionner leur hauteur à l’altitude du terrain sur lequel ils sont situés.
Les modèles numériques de terrain trouvent également une application en sciences de la terre, pour l’analyse quantitative de la morphologie, qui peut renseigner le chercheur sur la présence d’un signal tectonique, climatique ou lithologique.

## Disponibilité
Quelques agences cartographiques (américaines principalement grâce aux subventions dont elles disposent) mettent gratuitement à disposition du public des bases de données importantes, accessibles sur le Web. Citons les principales : la NASA (DEM ASTER, SRTM-1, SRTM-3, SRTM30, MOLA MEGDR), la National Imagery and Mapping Agency (NIMA) (SRTMs) et l’USGS (DEM SDTS, 1 degré, 7,5 minutes, NED, GTOPO30).
Le nombre de données gratuites reste restreint, car les agences cartographiques en disposant vivent généralement de leur vente (cela a été le cas de l’IGN en France, qui produit les MNT BD Alti). Cependant la situation tend à s’améliorer, car les gouvernements prennent conscience de l’importance de ces données dans de nombreux domaines civils qui ne peuvent pas se permettre de les acheter à prix d’or.
Par exemple :
- le gouvernement américain a récemment (septembre 2003) autorisé la distribution des fichiers SRTM (Shuttle Radar Topography Mission) qui offrent une résolution de 90 mètres pour environ 80 % des terres émergées, là ou auparavant il n’y avait que des résolutions de 1 km (GTOPO30).
- En 2009, un nouveau MNT a été gratuitement rendu disponible (résolution de 30 m, couvrant 99 % de la surface du globe) ; créé à partir de paires stéréoscopiques ASTER par la NASA et le Ministère de l’économie, du commerce et de l’industrie du Japon[1],.
- Depuis 2002, l’instrument HRS de Spot 5 a acquis plus de 100 millions de km² de couples stéréo qui servent à produire des MNE à 30 mètres en format DTED2 sur plus de 50 millions de km² [2].
- En 2014, les acquisitions des satellites radar TerraSAR-X et TanDEM-X seront disponibles sous la forme d’une couverture mondiale homogène avec une résolution de 12 mètres [3].

## Comparatif de validité
Trois caractéristiques principales permettent d’avoir un aperçu rapide d’un modèle numérique de terrain et de juger de son adéquation à un besoin particulier :
- sa résolution, c’est-à-dire la distance entre deux points adjacents du MNT ;
- sa couverture géographique : les zones géographiques pour lesquelles des données sont disponibles ;
- la qualité des données : elle dépend de l’application ou non de traitements de correction des données après leur récupération. En effet, certaines méthodes d’acquisition laissent des artefacts dans les données (des zones brouillées sur des lignes côtières du fait de l’écume des vagues qui fausse les échos radar, des « trous » lorsque des nuages étaient présents lors d’un relevé satellitaire…).

Caractéristiques de quelques formats disponibles sur le Web (référez vous à la section Liens externes pour savoir où les télécharger) :
| Nom                | Résolution         | Couverture géographique                        | Éditeur              | Post-traitements |
| ------------------ | ------------------ | ---------------------------------------------- | -------------------- | ---------------- |
| DEM ASTER (en)     | 30 m               | La Terre entière (sur demande)                 | NASA                 | non              |
| DEM 1 degré        | 90 m               | États-Unis                                     | USGS                 | oui              |
| DEM 7,5 minutes    | 10 et 30 m         | États-Unis                                     | USGS                 | oui              |
| DEM CDED           | 23 m et 90 m       | Canada                                         | CCOG                 | oui              |
| GTOPO30 (en)       | 30" d’arc (~ 1 km) | La Terre entière                               | USGS/NASA            | oui              |
| DEM SDTS           | 10 et 30 m         | États-Unis                                     | USGS                 | oui              |
| NED                | 10 et 30 m         | États-Unis                                     | USGS                 | oui              |
| Visual DEM France* | 75 m               | France                                         | IGN ?                | oui              |
| MNT BD Alti        | 25 m               | France                                         | IGN                  | oui              |
| Litto3D**          | 1 m                | Zones littorales françaises entre -10m et +10m | IGN/SHOM             | oui              |
| SRTM-3             | 90 m               | 80 % des terres émergées                       | NASA/NIMA            | non              |
| SRTM-1             | 30 m               | Mars (hors zones polaires)                     | NASA IGN, Spot Image | oui              |
| SRTM-1             | 30 m               | États-Unis                                     | NASA/NIMA            | non              |
| Reference3D        | 30 m               | 54 millions de km², 80 millions en 2014        | IGN, Spot Image      | oui              |
| Alos World DEM     | 5 m                | La Terre entière (sur demande)                 | ALOS JAXA            | oui              |

*formats payants
** couverture totale du littoral métropolitain français en 2013 avec une précision verticale de 20 cm